# Gautama Boeddha

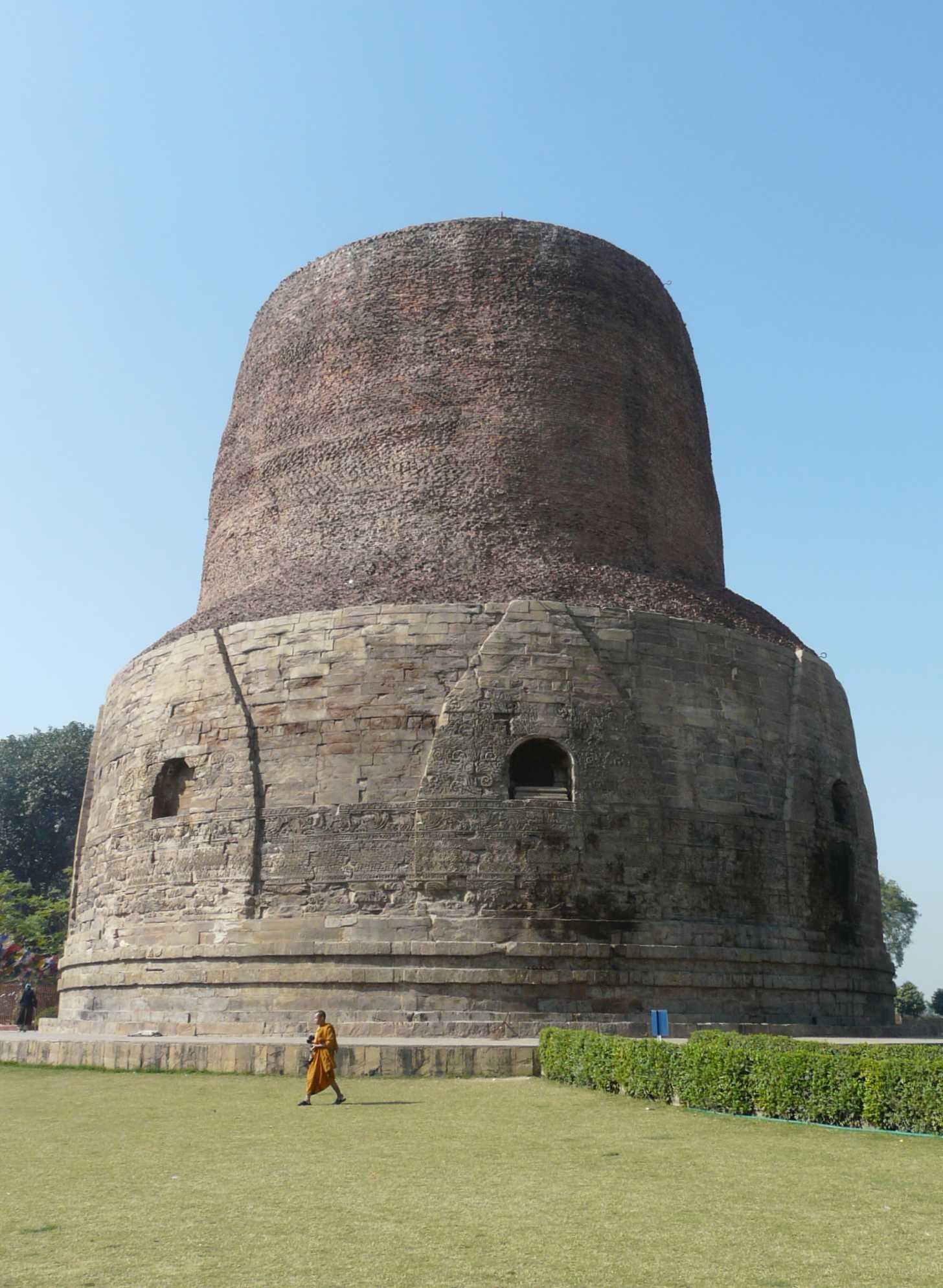
Stoepa in Sarnath, Uttar Pradesh, India, op de plek waar Boeddha de Vier edele waarheden aan zijn eerste vijf volgelingen onderwees

Siddhartha Gautama Boeddha (Sanskriet, Pali: Siddhattha Gautama Buddha) was een spiritueel leider op wiens leer het boeddhisme is gebaseerd.
Volgens de boeddhistische traditie leefde hij van ca. 450 v.Chr. tot ca. 370 v.Chr. in Nepal en India. Door moderne historici wordt ca. 480-400 v.Chr. gesuggereerd. Volgens religieuze overleveringen bereikte Gautama Boeddha complete en volledige verlichting, het boeddhaschap.
Gautama Boeddha wordt ook wel de Sakjamoeni (sakyamuni) Boeddha genoemd en werd geboren als Siddhartha Gautama. De naam Siddhartha betekent: wiens doel is volbracht of van wie elke wens vervuld is. Vaak wordt hij kortweg (de) Boeddha genoemd. Boeddha betekent hij die ontwaakt (verlicht) is. De titel Boeddha wordt gegeven aan iemand die op eigen kracht, zonder leraar, de Dhamma (de waarheid, de natuurlijke ordening der dingen) ontdekt heeft en verlichting heeft bereikt. Volgens de traditie zijn er vóór Gautama Boeddha nog een aantal andere boeddha's geweest (een zekere lijst noemt 28 boeddha's). Boeddha werd geboren in een hindoeïstische familie. Boeddha heeft binnen het vaishnavisme de status van negende avatar van de god Vishnu.

## Biografie
Het levensverhaal van de Boeddha wordt niet algemeen geaccepteerd als een accurate historische weergave. Het wordt eerder gezien als een verhaal dat in het boeddhisme dient als voorbeeld en inspiratiebron voor het bereiken van verlichting.

### Jeugd
Siddhartha Gautama werd geboren te Lumbini in het zuiden van Nepal. Zijn moeder heette Māyādevī, wat in het Sanskriet tevens verlichting betekent. Boeddha kwam in een tuin in Lumbini ter wereld, na een zwangerschap van tien maanden. Hij wees met de wijsvinger van zijn ene hand naar de hemel en met de wijsvinger van zijn andere hand naar de grond. Zijn vader, Śuddhodana, was de gekozen leider van de clan van de Shakya. Deze Kshatriya's bestuurden een onafhankelijk gebied waarvan Kapilavastu (Tilaurakot in Nepal of Piprahwa in India) de hoofdstad was. De naam Sakyamuni is een verwijzing naar de Shakya. Letterlijk betekent het de wijze van de Shakya.
Volgens de traditie was Siddhartha Gautama een prins, wiens ouders van diverse wijzen te horen hadden gekregen dat hun kind óf een onovertrefbaar groot heerser zou worden, óf alle aardse goederen zou verwerpen en de verlichting zou bereiken. Aangezien zijn vader de eerste voorspelling prefereerde werd hij omringd met de beste aardse goederen, zodat hij in zijn leven geen ontevredenheid of nare dingen zou ervaren. Hij zou dan geen afstand hoeven te doen van zijn bezittingen. Zijn vader bouwde drie paleizen en Siddhartha Gautama bracht al zijn tijd door binnen de hoge muren van het paleis. Zo gingen de eerste 29 jaar van zijn leven voorbij. Toen Boeddha zeven dagen oud was, overleed zijn moeder. Zijn tante Maha Pajapati, de zus van zijn moeder, ontfermde zich over haar neefje. Op de leeftijd van zestien jaar trouwde Boeddha met de eveneens zestienjarige Yaśodharā. Samen kregen ze een zoon die de naam Rahula kreeg.

### Spirituele zoektocht
Na 29 jaar ging hij echter diep nadenken over het leven en wilde zien hoe het echte leven buiten het paleis was. Stiekem ging hij 's nachts de stad in, samen met zijn bediende. Tot zijn grote schrik zag hij een oude man, een zieke man en een dode man. Omdat hij door zijn beschermde opvoeding nog nooit een oude, zieke of dode man had gezien, vroeg hij zijn bediende om uitleg. Hij kreeg te horen dat alle mensen oud worden, ziekten oplopen en doodgaan. Ook zag Siddhartha Gautama een kalme en beheerste monnik voorbijlopen. De bediende legde uit dat het een monnik was die vrijwillig zijn bezittingen had opgegeven en een leven van eenvoud leidde, gericht op spirituele ontwikkeling. Kort daarna verliet Siddhartha het paleis en zijn familie (onder wie zijn jonge vrouw en kind) en ging hij leven als een monnik in de bossen van India.
In Benares studeerde hij bij Alara (Arâda) Kalama en Udaka (Udraka, Rudraka) Ramaputta, twee zeer bekende en gerespecteerde meesters en bekwaamde zich snel in hun leer. Hij vond echter dat deze geen oplossing bood voor het lijden dat hij nog steeds ervoer. Daarom ging hij zijn eigen weg en begon een zesjarige periode van zelfkastijding. Hij leefde ver van de samenleving, alleen in de bossen, at zeer weinig en werd zo mager dat hij bijna overleed.

### Verlichting
Na zes jaar kwam hij tot het inzicht dat zelfpijniging niet leidt tot verlichting (ook nirwana genoemd) en het einde van het lijden. Hij vond een middenweg tussen het bereiken van sensueel plezier en de zelfkastijding en besloot te gaan mediteren onder een bodhiboom in Bodhgaya, totdat hij volledige verlichting zou bereiken óf zou sterven. De Buddhacarita, de vroegste biografie van Boeddha door Asvaghosa Brahman (ca. 80-150), vertelt hoe Kâla, de goede slang, voorspelde dat hij zou slagen en dat Mâra, de vijand van de goede wet en heer van de wereld van begeerte, tevergeefs zijn meditatie trachtte te verstoren met zijn drie zonen (Twijfel, Pret, Trots), drie dochters (Lust, Genot, Dorst) en een leger Mâra's. Na 49 dagen (zeven weken) bereikte hij de verlichting. Vanaf dat moment was hij Siddhartha Gautama, de Boeddha. Hij was toen 35 jaar.

### Leraar

#### Eerste Wenteling
Hij begon zijn nieuw gevonden inzicht (de Dhamma) aan anderen te onderwijzen.
Zijn eerste toespraak hield hij in een hertenbos in Sarnath, aan de vijf asceten met wie hij eerder het leven van reizende bedelmonnik had gedeeld. Deze les staat bekend als De Eerste Wenteling van het Rad van Dharma. Hij zette in de les de beginselen uiteen van de Vier Edele Waarheden. De Boeddha onderwijst in deze les 'het belang van de erkenning van de fundamenteel onbevredigende natuur van ons bestaan, alsook van het inzicht dat lijden en pijn integraal van dat geconditioneerde bestaan deel uitmaken.'
De Vaibhasika en de Saytrantika, scholen van de hinayana (Individuele voertuig), volgen de visie op het 'Niet-Zelf', zoals die in de eerste wenteling is uiteengezet.
Gedurende de 45 volgende jaren reisde hij door de toenmalige staten van Noord-India. Hij werd een zeer gerespecteerde spirituele leider.

#### Tweede Wenteling

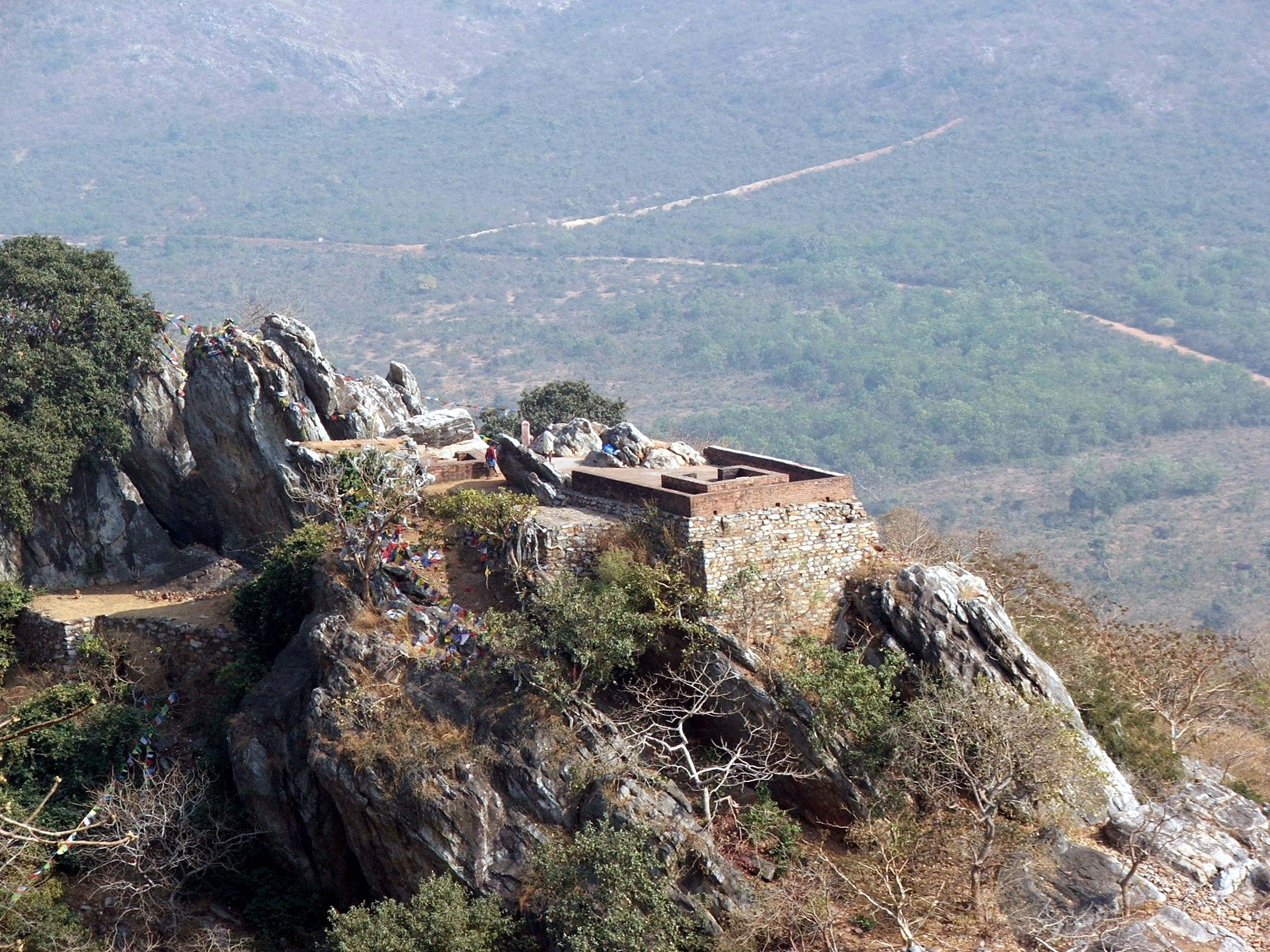
Gierenspits, Rajgir Heuvels

Op de Gierenspits te Rajgir onderwees de Boeddha de sutra's van de wijsheid, de verzameling leerredes, bekend onder de naam prajnaparamita (de Perfectie van de Wijsheid). Dit is De Tweede Wenteling van het Rad van Dharma of het Rad van de Dharma over de Afwezigheid van intrinsieke eigenschappen. Deze sutra's gaan vooral over de 'ledigheid' en de 'transcendente bewustzijnsniveaus', die te maken hebben met die ervaring van ledigheid. Ledigheid is 'het verstoken zijn van alle bestaansvormen van enige vorm van intrinsieke realiteit of intrinsieke identiteit.' De afwezigheid van inherent bestaan kan niet worden gelijkgesteld aan 'niet bestaan'. Daarmee zou men vervallen 'in de extremen van het nihilisme '. De doctrine van het Niet-Zijn weerlegt geenszins 'het conventioneel bestaan van de bestaansvormen: de realiteit van de conventionele wereld 'blijft ongedeerd en intact. Wat verbrijzeld wordt is de fictie der reïficatie (de waangedachte dat een abstract concept over materiële realiteit beschikt) - een fictie die het resultaat is van de onze ingebakken neiging vast te houden aan vermeend uit zichzelf bestaande bestaansvormen.'
Hij moedigde zijn volgelingen aan 'het bereik van onze contemplatie over de aard van het lijden uit te breiden, zodat alle gewaarwordende wezens daarin worden besloten.' De sutra's over de wijsheid noemen naast 'onwetendheid' en 'gehechtheid' nog andere 'subtiele waanbeelden', als oorzaak van het lijden. Die oorzaken staan ons in de weg om de werkelijkheid te zien. Onze blik wordt bezoedeld 'door de ons ingebakken neiging houvast te zoeken aan het inherente bestaan van alle bestaansvormen.' Daarnaast gaat de 'tweede wenteling' dieper in op de 'derde Edele Waarheid' (de Overwinning op het Lijden) en de 'vierde Edele Waarheid' (het 'te volgen pad dat naar de overwinning van het lijden voert'). Het ware pad naar verlichting is gebaseerd op een diep inzicht in de ledigheid of het Niet-Zelf als 'de enige bestaansvorm van alle verschijnselen.'
Het inzicht in ledigheid gaat samen met het tot stand brengen van universeel medevoelen en bodhicitta, 'de enige ware altruïstische aspiratie om de volkomen verlichting te bereiken in het voordeel van alle wezens.'
De scholen van de mahayana volgen de uitgebreide benadering van het Niet-Zelf uit de sutra's over de wijsheid van de tweede wenteling.

#### Derde Wenteling
De Derde Wenteling van het Rad van Dharma bevat een veelheid aan sutra's van de Boeddha. De belangrijkste is de Tathagatagarbhasutra (Leerrede over de natuur van de Tathagata). Daarin wordt uitgelegd dat iedereen de 'boeddha-staat' of 'boeddha-natuur' in zich heeft en dat voor iedereen van nature mogelijk is om de verlichting te bereiken. Op deze sutra is de verzameling hymnen van Nagarjuna gebaseerd en het essay van Maitreya, de Mahayanottaratantrasastra (De Leertekst over het subliem Continuüm van het Grote Voertuig).
De Samdhinirmocanasutra (de Ontcijferingsrede over de Gedachten van de Boeddha) behoort tot een andere categorie uit de derde wenteling van het rad van dharma. 'Bestaan' wordt er in opgedeeld in drie klassen: toegedichte bestaansvormen (die slechts bestaan als concept, bijvoorbeeld 'afwezigheid'), afhankelijke bestaansvormen (door oorzaak en voorwaarde teweeggebracht) en vastgestelde of ultieme bestaansvormen (van niet-zijn, 'de uiteindelijke modus van alle bestaansvormen). Hieruit volgen toegedichte natuur, afhankelijke natuur en vastgestelde natuur. De derde wenteling van het wiel is daarom het wiel van de leer over de opmerkelijke vormen van onderscheid.
Volgens Tenzin Gyatso (dalai lama) zijn naast de twee belangrijkste scholen van mahayana-boeddhisme: de Madhyamaka (de Middenweg) en Cittamatra (alleen de Geest), ook de Tantra (continuüm of doorstroming) uit de derde wenteling voortgekomen.

### Volgelingen
De koningen van de twee grootste staten (Kosala en Magadha) werden zijn discipelen, net als vele anderen uit alle lagen van de bevolking. Veel mensen besloten monnik (bhikkhu) of non (bhikkhuni) te worden in de monastieke orde (de Sangha) van de Boeddha.

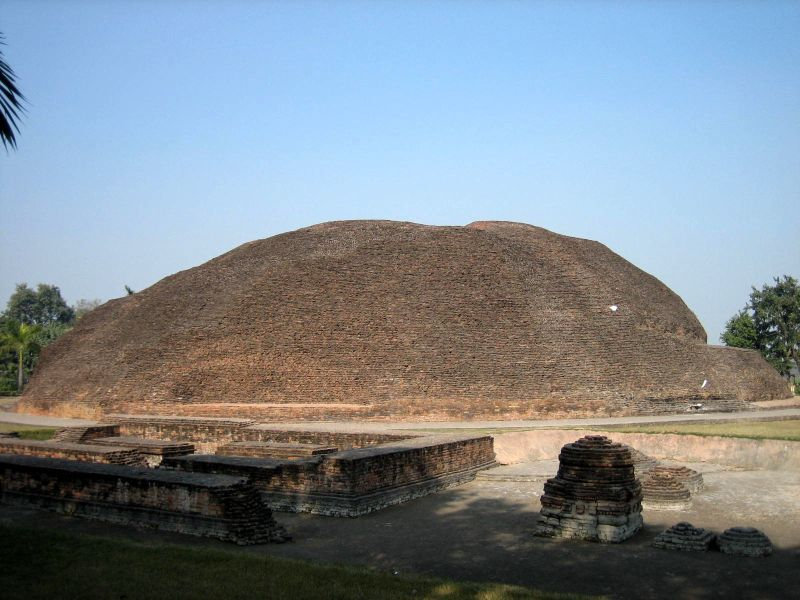
Boeddha's crematiestoepa, Kushinagar

### Overlijden
De Boeddha zou op 80-jarige leeftijd zijn overleden in Kusinara (Kushinagara) en zijn parinibbana hebben bereikt, al wordt ook wel een leeftijd van 60 jaar genoemd. Het sterftejaar is niet alleen van belang bij de Boeddha zelf, maar ook bij andere data die gebaseerd zijn op dit jaar.
Het exacte jaartal is onbekend en er zijn verschillende chronologieën. De boeddhistische jaartelling volgens theravada, het boeddhisme van het zuiden, gaat van 544/543 v.Chr. uit. Deze lange chronologie is gebaseerd op de chronologie van heersers van Ceylon in de Dipavamsa en de Mahavamsa, volgens welke er 218 jaar verliep tussen de mahaparinibbana en de inwijding van Asoka. Daarmee zou deze abhisheka op 326/325 v.Chr. uitkomen. Dit was drie jaar nadat Asoka aan de macht was gekomen, waarmee het begin van zijn regeerperiode op 329/328 v.Chr. uitkwam. De chronologie van grote acariya of patriarchen van Upali tot Mahinda was daarbij problematisch. Er zouden te weinig van deze vinaya-pāmokkha zijn om de 218 jaar te overbruggen en deze hebben dan ook erg lange periodes toegewezen gekregen.
Deze ongecorrigeerde lange chronologie komt niet overeen met het 13e rotsedict waarin verschillende Griekse koningen worden genoemd, waaruit valt af te leiden dat Asoka rond 268 v.Chr. aan de macht kwam. Volgens de gecorrigeerde lange chronologie zou met dit verschil van 60 jaar de mahaparinibbana rond 483 v.Chr. uitkomen. De lange chronologie is vanaf koning Dutugamunu (161-137 v.Chr.) redelijk betrouwbaar, maar daarvoor afkomstig van mondelinge overlevering en schattingen die soms vrijwel onmogelijk zijn.
De Chinese boeddhist Fei Changfang verhaalde over een versie van de Vinaya Pitaka die elk jaar een stip kreeg en eeuwenlang overging van meester (acariya) op leerling. Deze Optekening van stippen zou zo 1028 jaar oud zijn in het negende jaar van het Datong-era van de Liang-dynastie. Vanuit dit jaar 543 zou dan 485 v.Chr. het jaar zijn waarin de Boeddha was gestorven. Problematisch bij dit verhaal is dat er pas vanaf Dutugamunu een geschreven versie van de Vinaya Pitaka was.
Rond zijn 10-12e regeringsjaar begon Asoka met het uitvaardigen van zijn edicten. Het 1e kleine rotsedict bevat het nummer 256 en de Sahasram-recensie verhaalt over de 256 nachten die Asoka al rondtrok op het moment dat het edict werd uitgevaardigd. In de Ahraura-recensie worden de nachten wel als jaren vertaald. Dit is wel geïnterpreteerd als het aantal jaren dat verlopen zou zijn tussen het overlijden van de Boeddha en de uitvaardiging van het edict. Als dit inderdaad in zijn 12e regeringsjaar was, dan komt het sterftejaar op 512 v.Chr. uit. Het edict wordt ook wel aan het einde van zijn regeringsperiode in 232 v.Chr. geplaatst, waarmee het sterftejaar op 488 v.Chr. komt, wat in de buurt komt van de gecorrigeerde lange chronologie. De vertaling van jaren in plaats van nachten wordt echter niet algemeen geaccepteerd en daarmee ook niet dit argument voor de lange chronologie.
Het noordelijk boeddhisme baseert zich op de Vinaya Pitaka. Daarin wordt gesteld dat er 100 of 110 jaar zit tussen de mahaparinibbana en de abhisheka van Asoka. Met deze korte chronologie komt het sterfjaar van de Boeddha op 378/368 v.Chr. uit.
Zo is de sterfdatum van de Boeddha nog hoogst onzeker. Indische geleerden gaan veelal uit van ca. 480 v.Chr., terwijl westerse geleerden veelal een recenter datum voorstaan. In boeddhistische kringen wordt 543 v.Chr. nog vaak genoemd.

### Pali-canon
Zijn toespraken en leringen werden gereciteerd en onthouden door zijn volgelingen en na zijn dood in twee congressen die door zijn volgelingen voor dit doel werden georganiseerd, opgeschreven in de Pali-canon, de in de taal Pali gestelde aanvankelijk mondeling overgeleverde woorden van de Boeddha. De oudst bekende nog bestaande exemplaren van deze teksten kunnen aan de Boeddha toegeschreven worden.

## Nalatenschap
Boeddha had met opzet geen opvolger benoemd en evenmin een formele structuur nagelaten. De monniken beschikten over de leefregel van de orde, vinaya genaamd. Boeddha had gezegd dat de sangha zou voortleven door de lessen, niet door de leraar. Wel had hij erop aangedrongen dat de dharma nauwkeurig zou worden overgeleverd. Enkele maanden na zijn dood kwam een raad van 500 gevorderde monniken bijeen om de lessen en de leerregels op te zeggen zodat ze door mondelinge overlevering correct aan toekomstige generaties zouden worden doorgegeven. Ongeveer een eeuw later kwam een tweede concilie bijeen om de leefregel van de monniken te herzien. Daar waren de meningen te verdeeld en er ontstond een schisma tussen de Mahasanghikaschool, die populair werd in het noorden van India, en de Staviras, die naar het zuiden trokken. Nog later vonden verdere afsplitsingen plaats zodat tegen de 3de eeuw n.Chr. het boeddhisme uit 18 verschillende scholen bestond. De eerste schriftelijke optekening van de mondelinge lessen van Boeddha vond plaats tijdens het vierde boeddhistische concilie in de eerste eeuw n.Chr., in het Pali.
Van de 18 vroege boeddhistische scholen bestaat in de moderne tijd alleen nog de Theravada (naast nieuwere stromingen die hun afstamming niet terugvoeren tot de oorspronkelijke 18). De overige 17 zijn waarschijnlijk gaandeweg uitgedoofd na de islamitische verovering van Noord-India tussen de 8ste en de 13de eeuw.
De vroege geschiedenis van het Christendom bevat enkele raakpunten met het Boeddhisme. In de 2de eeuw vermeldde Clemens van Alexandrië in zijn Stromata de verering van de Boeddha. De Christelijke heiligen Barlaam en Josaphat zijn gebaseerd op een levensverhaal van de Boeddha. Zowel de Boeddha als Jezus Christus zijn volgens de respectievelijke overleveringen maagdelijk geboren, maar ook aan andere grote personen werd in de oudheid een maagdelijke geboorte toegeschreven.

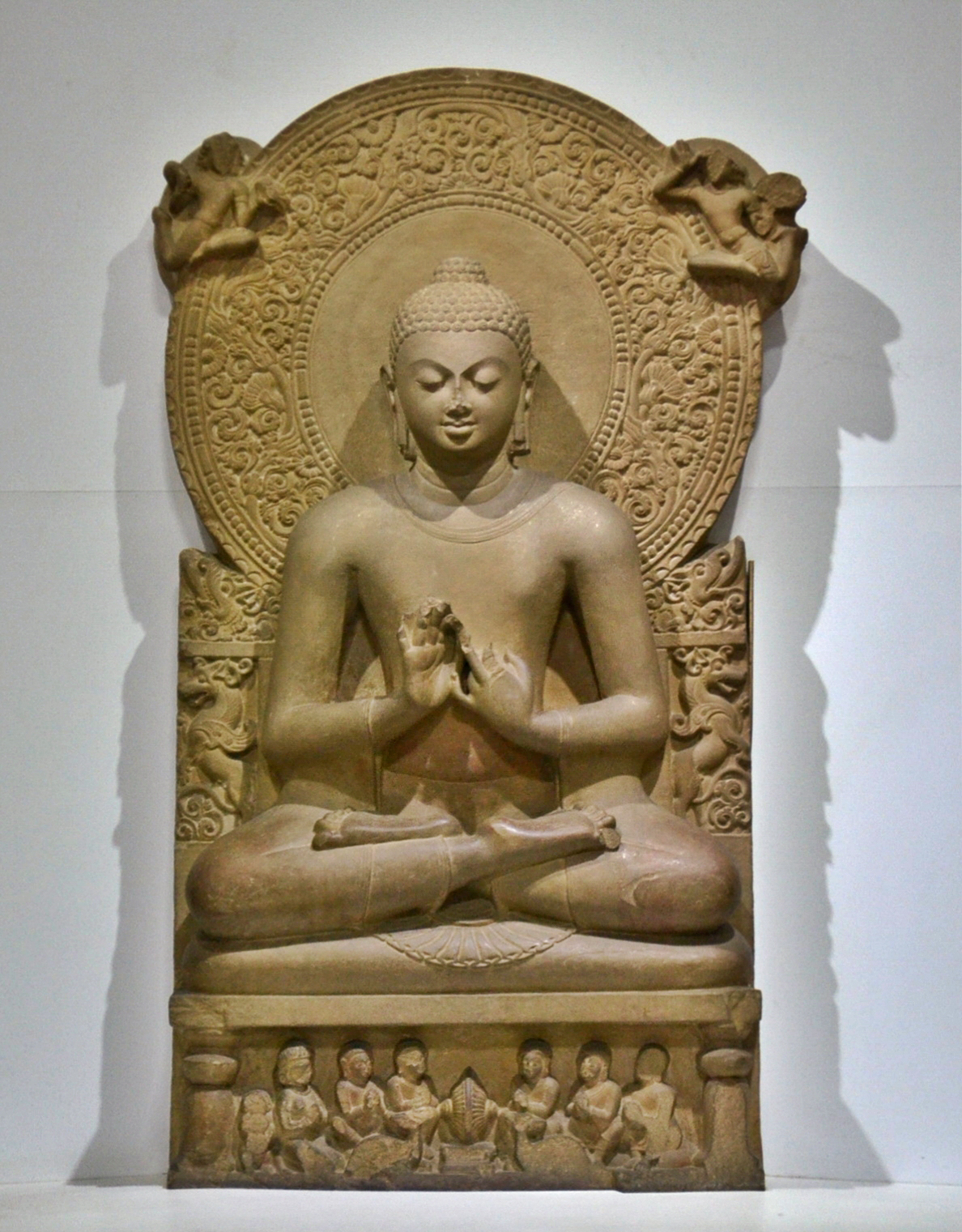
Beeld van Boeddha
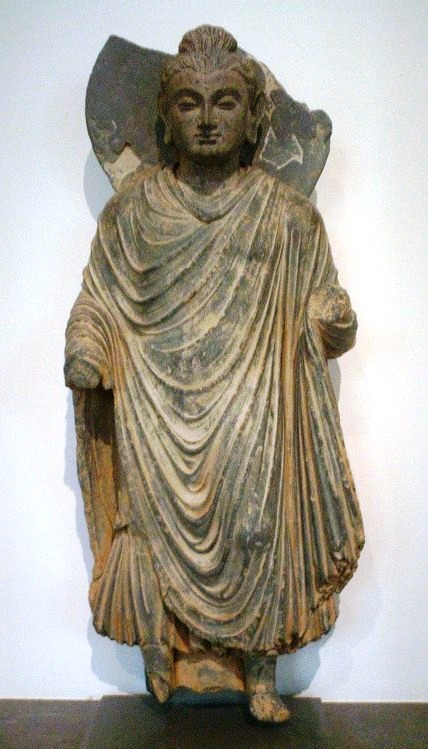
Staande Boeddha